# Jing Junhai

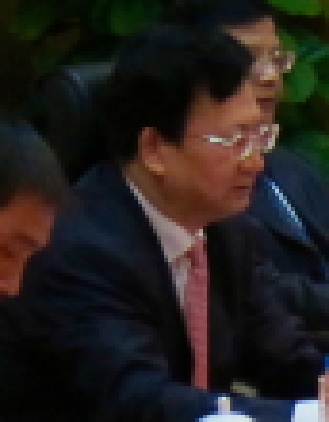
Jing Junhai (2011)

Jing Junhai (chinesisch: 景俊海; geb. Dezember 1960 in Baishui, Provinz Shaanxi) ist ein chinesischer Politiker. Er amtierte von 2018 bis 2020 als Gouverneur von Jilin.

## Leben
Jing Junhai wurde im Kreis Baishui der bezirksfreien Stadt Weinan in der Provinz Shaanxi geboren, wo er einen Großteil seiner Karriere verbrachte. Im Juli 1982 trat er der Kommunistischen Partei Chinas bei. Er studierte Physik an der Akademie für Nachrichtentechnik Nordwestchinas, wo er im Juli 1982 seinen Abschluss machte. Danach blieb er an der Universität und wurde Dozent. Im Juni 1992 wurde er zum Professor befördert.
Im September 1992 wurde er zum Projektleiter der Xi’an Technology and Development Zone ernannt, einer Freihandelszone in der Stadt Xi’an. Dort war er für die Zusammenarbeit mit Investoren außerhalb des chinesischen Festlandes verantwortlich und leitete ein Innovationszentrum. Im August 1997 wurde er zum stellvertretenden Leiter der Entwicklungszone befördert. Im Mai 2002 wurde er zum Leiter der Xi’an Development and Planning Commission ernannt. Im Januar 2003 wurde er Verwaltungsleiter der Entwicklungszone. Im November 2005 wurde er zum Mitglied des ständigen Ausschusses der Partei Xi’an ernannt. Er stieg im Januar 2008 zum Vizegouverneur der Provinz Shaanxi auf. Im Mai 2012 wurde Jing zum Leiter der Propagandaabteilung und zum Mitglied des ständigen Ausschusses der Provinzpartei Shaanxi gewählt.
Jing wurde im Juli 2015 zum stellvertretenden Leiter der Propaganda-Abteilung der Kommunistischen Partei Chinas und im April 2017 zum stellvertretenden Parteichef von Peking ernannt. Im Januar 2018 wurde Jing zum Gouverneur von Jilin.
Nachdem er am 20. November 2020 vom Zentralkomitee der Kommunistischen Partei Chinas zum Vorsitzender des Landesverbands Jilin der Partei ernannt worden war, gab Jing Junhai am 25. November 2020 mit Genehmigung des Ständigen Ausschusses des Volkskongresses der Provinz Jilin sein Amt als Gouverneur ab.